# Marc Brillouet
Marc Brillouet (Hasselt, 25 juni 1948) is een Vlaams radiopresentator en hoofdproducer, werkzaam van 1978 tot en met 2011 bij de VRT. Hij presenteerde onder meer het licht klassiek getinte programma Funiculi Funicula op Radio 2. Eind december 2009 zette hij een punt achter zijn baan als presentator om op 1 mei 2011 definitief met pensioen te gaan.

## Biografie
Marc Brillouet begon zijn carrière als leerkracht Nederlands en Engels. In 1978 startte hij bij de Vlaamse Radio- en Televisieomroep en presenteerde hij op Radio 3 (nu Klara) in Brussel. In 1980 stapte hij over naar Radio 2 Limburg als regisseur-omroeper.
Bij Radio 2 ging Brillouet op 1 april 1975 aan de slag als los medewerker van het dinsdagavondprogramma Tot de laatste man. Nadien presenteerde hij Melodie is een zondagskind en In de operettesfeer. Begin jaren tachtig was er op de vrijdagavond het oldiesprogramma Hitriders in the sky.
Van 1980 tot 1984 stond Brillouet in voor de samenstelling en de presentatie van het programma Kleine Middagmuziek, dat op donderdagnamiddag bij Radio 2 liep. Van september 1984 tot en met september 1987 presenteerde en producete Brillouet samen met Peter Stinckens het vrijdagavondblok op Radio 2, waarin vijf uur lang popmuziek werd gedraaid.
In 1987 werd Brillouet voltijds producer en startte hij met het succesprogramma Hitriders, dat op de vrijdagavond liep tot en met maart 1995. Dit was een oldiesprogramma waarin de nadruk werd gelegd op hits en rariteiten uit de jaren vijftig, zestig en zeventig. Vanaf 1991 werd het elke vrijdag met een livepubliek uitgezonden vanuit het Martenshuis in Hasselt en vanaf het najaar van 1993 tot begin 1995 vanuit de Lorraine in Genk.
In 1990 ging Funiculi Funicula van start. Ook organiseerde en presenteerde Brillouet, naast het programma, diverse concerten. In 1991 startte Brillouet met de "Funiculi Funicula"-cd-reeks, waarvan drie cd's de gouden status behaalden.
Van januari 1987 tot juni 1990 was Brillouet producer van Te bed of niet te bed. Voor dit programma stelde hij de muziek samen en zocht hij de liveartiesten bij elkaar. Daarmee nam hij de fakkel over van Ireen Houben.
Vanaf 1990 tot en met 1994 verzorgde Brillouet samen met Julien Put voor VRT-radio rechtstreeks commentaar tijdens de edities van het Eurovisiesongfestival.
Op 21 maart 1995 startte Brillouet met het horizontale avondprogramma Hitwinkel. Hij verzorgde hiervoor ook de presentatie, in afwisseling met Rudi Moesen, tot in 1999 toen Radio 2 nationaal vanuit Brussel ging uitzenden.
In 1996 zette de BRTN, met het oog op het Eurovisiesongfestival, de liedjeswedstrijd De Gouden Zeemeermin op het getouw. Samen met onder anderen Michel Follet, Sabine De Vos en Ro Burms zetelde Marc Brillouet tijdens vijf tv-uitzendingen vanuit het Casino van Knokke in de jury. Winnares werd Lisa Del Bo met Liefde is een kaartspel, waarmee ze dat jaar deelnam aan de 41ste editie van het Eurovisiesongfestival in Oslo.
Voorts fungeerde Brillouet als muzieksamensteller voor Honderd Uit, dat hij samen met Rita Jaenen presenteerde vanaf donderdag 26 maart 1998, en vanaf 2000 voor het zondagnamiddagprogramma Sjoebiedoe, gepresenteerd door Vanessa Vanhove.
Van 2000 tot 2006 was Brillouet producer van de genreprogramma's die tussen 22.00 en 23.00 uur werden uitgezonden. 's Maandags was er Café Chantant, 's dinsdags Brillouet Boulevard (later omgedoopt tot De Brillotheek), 's woensdags De Stemkroeg, 's donderdags Pluche Palace en 's vrijdags De Countryclub. Voor Café Chantant, De Brillotheek en Pluche Palace stelde Brillouet eveneens de muziek samen. Van het dinsdagavondprogramma was hij tevens de presentator.
Als muzieksamensteller, presentator en producer werkte Brillouet sinds maart 2007 aan de programmareeks De Lage Landen, een programma over Nederlandstalige muziek. Hij maakte in het totaal 110 portretten in de reeks De Geschiedenis van de Vlaamse Muziek. Daarnaast werkte Brillouet tien jaar lang (1999-2009) samen aan het jaarlijkse gala van het Vlaamse lied, de Eregalerij, een organisatie van Radio 2 en Sabam, en zetelt hij sinds 1999 in de jury. Sinds maart 2012 werkt hij mee als muziekambassadeur van het themapark De Sixties in het Openluchtmuseum van Bokrijk.
In 1995 werd Brillouet genomineerd voor de Limburgse Provinciale Mediaprijs en zetelde hij een tijdlang in de raad van bestuur van Zomeropera Alden Biesen. Brillouet was vaste gastheer van de concertreeks "Dorp op Stap", een organisatie van het Festival van Vlaanderen en Radio 2. Hij schreef drie boeken: Hitriders, Hitriders Plus en Strauss en Co.
Van januari 2010 tot en met april 2015 was Brillouet medewerker bij TVL, waar hij bijdragen leverde over muziek in het namiddagprogramma Studio TVL.
Woensdag 24 juni 2015 zette Radio 2 vivavlaanderen.be online, een website gewijd aan de Vlaamse muziek. De site bevat materiaal uit het VRT-archief, maar ook de nieuwste Vlaamse producties. Marc Brillouet is de motor achter de site en blijft als bezieler en eindredacteur in de toekomst samenwerken voor het uitschrijven van de diverse biografieën en het aanreiken van interviewmateriaal waarin de artiesten zelf hun levensverhaal vertellen.
In 2016 schreef Marc Brillouet een soundbook over de eerste "Erfgoed"-periode (1972-1982) van de Vlaamse zanger Willy Sommers. Het soundbook bestaat uit een geïllustreerd boek en twee cd's.
Op 18 augustus 2017 verscheen bij platenfirma Universal het soundbook "Louis Neefs 80", waarvoor Marc Brillouet een uitgebreide biografie schreef.
Naar aanleiding van de Zevenjaarlijkse Virga Jessefeesten in 2017 produceerde en presenteerde Marc Brillouet in de loop van de maand augustus een aantal muziekavonden in de kapel van het voormalige clarissenklooster in Hasselt onder de titel "Maria zingt en swingt".
Op 24 november 2019 haalde Marc Brillouet de Amerikaanse componist Michael Hoppé naar België voor de Europese première van diens compositie "Requiem for peace and reconciliation", uitgevoerd door het Kathedraalkoor van Hasselt en het Collegium Instrumentale Maastricht o.l.v. Ludo Claesen. Hoppé is goed voor onder meer een Grammy Award-nominatie en voor de muziek die hij schreef voor "The Oprah Winfrey Show" en "The Sopranos". Intussen zijn er internationaal een dertigtal cd's van Hoppé op de markt.
Maandag 27 april 2020 startte Marc Brillouet in volle coronacrisis met de podcast "Marc Brillouet vertelt…". Daarin grasduinde hij in de iconische hits en carrières van al even legendarische artiesten en hun daarmee onlosmakelijk verbonden verhalen.
Zondag 11 september 2022 startte Marc Brillouet bij Radio Minerva met zijn muziekprogramma Siësdag, tussen 16.00 en 18.00 uur. Hij staat in voor zowel de samenstelling als de presentatie.
Vanaf augustus 2023 stond Marc mee aan de wieg bij de opstart van Radio Ludo en bepaalde hij als muziekcoördinator het muzikale karakter van deze Limburgse regionale zender: hits en evergreens van de fifties tot en met de eighties. Vrijdag 1 september 2023 werd op Radio Ludo tussen 17.00 en 19.00 uur de eerste aflevering van Hitriders uitgezonden. Marc Brillouet verzorgde zowel de samenstelling als de presentatie van dit programma. Vanaf 7 januari 2024 tot eind augustus 2024 stelde Marc Brillouet op de zondagavond tussen 18.00 en 19.00 uur het programma Relax à la carte samen, de muzikale wellness van Radio Ludo.
Eind juni 2024 nam Marc Brillouet definitief afscheid van Radio Minerva. Op 1 september van dat jaar startte hij bij Radio Ludo met zijn programma Siësdag op de zondagmiddag van 11.00 tot 13.00 uur. Evergreens voor fijnproevers. Zijn vrijdagnamiddagprogramma Hitriders werd vanaf dan herhaald op de zaterdagnamiddag van 13.00 tot 15.00 uur.
Vanaf maandag 2 december 2024 startte Marc Brillouet op televisie bij MENT55 met het item Forever Young, waarin hij een maandlang tijdens de weekdagen verhalen vertelde bij hits en evergreens uit de fifties tot en met de eighties. Dit item was elke weekdag te bekijken op MENT55 aan de zijde van Amaryllis Temmerman en tevens te beluisteren op Radio Ludo. Maandag 3 maart 2025 ging bij MENT55 en Radio Ludo het tweede seizoen van Forever Young van start, waarin Marc ook deze keer 20 golden evergreens toelichtte.
Op dinsdag 1 april 2025 was Marc Brillouet precies vijftig jaar aan de slag als radiomaker. Op dinsdag 1 april 1975 begon hij bij Radio 2 met het programma Tot de laatste man.

## Discografie
- Funiculi Funicula
- 2CD A Night At The Popcorn 1 - Non-Stop (1999 / ARS)
- 4CD Best Of James Last - Special Anniversary Release (2009 / Universal)
- 2CD Boetiek Romantiek (2012 / Universal)
- 2CD Boetiek Romantiek Vol. 2 (2013 / Universal)
- 2CD De Lage Landen (2008 / ARS)
- 1CD De Sixties [verkrijgbaar op expo in Bokrijk] (2012 / Universal)
- 1CD De Stemkroeg Vol. 1 (1999 / Arcade)
- 1CD De Stemkroeg Vol. 2 (1999 / Arcade)
- 3CD De Walscollectie (2011 / Universal)
- 2CD Die Slow Van Toen (2013 / Universal)
- 2CD Die Slow Van Toen 2 (2014 / Universal)
- 2CD Die Slow Van Toen 3 (2015 / Universal)
- 2CD Die Slow Van Toen 4 (2016 / Universal); nummer 1 in de Ultratop 20 Compilaties (21 januari 2016)
- 2CD Die Slow Van Toen 5 (2017 / Universal); nummer 1 in de Ultratop 20 Compilaties (23 januari 2017)
- 2CD Die Slow Van Toen 6 (2018 / Universal); nummer 1 in de Ultratop 20 Compilaties (26 januari 2018)
- 2CD Die Slow Van Toen 7 (2019 / Universal); nummer 1 in de Ultratop 20 Compilaties (1 februari 2019)
- 2CD Die Slow Van Toen 8 (2020 / Universal); nummer 1 in de Ultratop 20 Compilaties (24 januari 2020)
- 2CD Die Slow Van Toen 9 (2021 / Universal); nummer 1 in de Ultratop 20 Compilaties (22 januari 2021)
- 3CD Die Slow Van Toen 10 - Speciale Editie (2022 / Universal); nummer 1 in de Ultratop 20 Compilaties (29 januari 2022)
- 1CD Een Avondje Uit Met Marc Brillouet (1994 / CoDa)
- 2CD Eregalerij 2000 / Sjoebiedoe (2000 / Sony)
- 1CD Hitriders Vol. 1 (1990 / BMG Music)
- 1CD Hitriders Vol. 2 (1990 / BMG Music)
- 1CD Hitriders Vol. 3 (1991 / BMG Ariola)
- 1CD Hitriders Vol. 4 (1991 / BMG Ariola)
- 1CD Hitriders Vol. 5 (1992 / BMG Ariola)
- 1CD Hitriders Vol. 6 (1992 / BMG Ariola)
- 3CD Hitwinkel (1998 / Sony)
- 3CD Jukebox Favorieten 1958 (2018 / Universal)
- 3CD Jukebox Favorieten 1959 (2019 / Universal); nummer 1 in de Ultratop 20 Compilaties (16 augustus 2019)
- 3CD Jukebox Favorieten 1960 (2020 / Universal); nummer 1 in de Ultratop 20 Compilaties (21 augustus 2020)
- 3CD Jukebox Favorieten 1961 (2021 / Universal); nummer 1 in de Ultratop 20 Compilaties (14 augustus 2021)
- 3CD Jukebox Favorieten 1962 (2022 / Universal)
- 3CD Liedjes Voor Miljoenen - De 60 Mooiste Evergreens, Orkesten & Vlaamse Klassiekers (2006 / Sony BMG)
- 1CD Marc Brillouet Introduceert Yuli Lavrénov (1995 / CoDa)
- 1CD Marc Brillouet Presents G.C. Davis (1996 / CoDa)
- 1CD Marc Brillouet Stelt Voor Marc Meersman (met Salonorkest "Panache" o.l.v. Dirk Boehme) (1995 / CoDa)
- 1CD Operet' - De Mooiste Operettemelodieën (1993 / EMI)
- 1CD Operet' Vol. 2 - De Mooiste Operettemelodieën (1993 / EMI)
- 1CD Operet' Vol. 3 - De Mooiste Operettemelodieën (1994 / EMI)
- 3CD Romantiek & Klassiek Vol. 1 (2005 / Hot Town)
- 3CD Romantiek & Klassiek Vol. 2 (2005 / Hot Town)
- 3CD Romantiek & Klassiek Vol. 3 (2005 / Hot Town) [alle volumes zijn ook te verkrijgen in 1 cd-box, met extra kerst-cd (Vol. 1-9 Romantic Classics & Vol. 10 Romantic Christmas) (? / Amigo)
- 1CD Strauss & Co [verkrijgbaar bij het gelijknamige boek] (1999 / Universal & Decca)
- 2CD Te Mooi Om Te Vergeten (2014 / Universal)
- 2CD Te Mooi Om Te Vergeten 2 (2015 / Universal)
- 2CD Te Mooi Om Te Vergeten 3 (2015 / Universal)
- 2CD Te Mooi Om Te Vergeten 4 (2016 / Universal)
- 2CD Te Mooi Om Te Vergeten 5 (2017 / Universal)
- 2CD Te Mooi Om Te Vergeten 6 (2018 / Universal)
- 2CD Te Mooi Om Te Vergeten 7 (2019 / Universal)
- 2CD Tieneridolen Van Toen (2015 / Universal)
- 2CD Het Erfgoed Van Willy Sommers [= soundbook] (2016 / Universal); nummer 1 in de Ultratop 200 Albums (20 augustus 2016)
- 2CD Louis Neefs 80 [= soundbook] (2017 / Universal)